# Kongregation der Franziskanerinnen von der Eucharistie

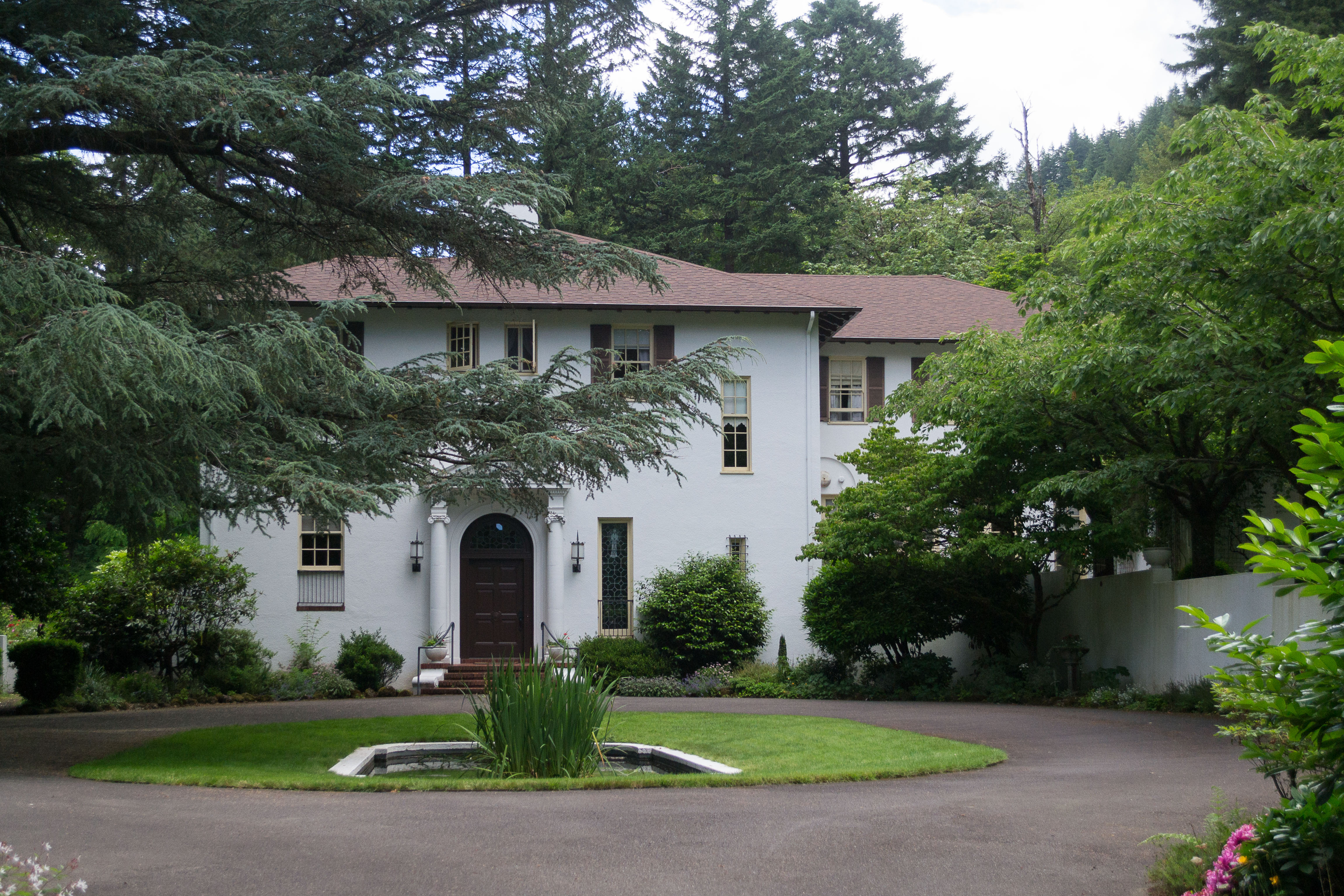
Die Abtei der Franziskanerinnen der Eucharistie in Bridal Veil, Oregon

Die Kongregation der Franziskanerinnen von der Eucharistie (englisch Franciscan Sisters of the Eucharist; Ordenskürzel FSE) sind eine römisch-katholische Ordensgemeinschaft von Frauen.
Die Franziskanerinnen der Eucharistie wurden am 2. Dezember 1973 von Schwester Rosemae Pender gegründet, als Ergebnis einer Zeit der Erneuerung innerhalb der Franziskanerinnen der ewigen Anbetung von La Crosse im US-amerikanischen Bundesstaat Wisconsin. Die Gründung erfolgte als Päpstliche Gemeinschaft mit einem Dekret der Kongregation für die Ordensleute und Säkularinstitute.
Rosemae Pender und Shaun Vergauwen dienten von Anfang an bis 2005 als Generaloberin bzw. Generalvikarin. Im Jahr 2002 wurden in Meriden die Franziskanischen Brüder von der Eucharistie („Franciscan Brothers of the Eucharist“) als Ergänzung zu den Franziskanischen Schwestern von der Eucharistie gegründet.
Von 1976 bis 2004 betrieben die Ordensschwestern den Fährhafen und das Geschäft auf Shaw Island, einem Teil der San Juan Islands im Bundesstaat Washington.
Das Mutterhaus der Ordensgemeinschaft befindet sich in Meriden im New Haven County im US-amerikanischen Bundesstaat Connecticut. Niederlassungen bestehen in den Vereinigten Staaten, Kanada, Italien und dem Heiligen Land.

## Persönlichkeiten
- Raffaella Petrini FSE (* 1969), seit März 2025 als Präsidentin der Päpstlichen Kommission und des Governatorats Regierungschefin des Staats der Vatikanstadt, zuvor ab 2021 Generalsekretärin und zugleich Vize-Regierungschefin des Governatorats der Vatikanstadt